# I diffamatori
I diffamatori (Slander) è un film drammatico statunitense del 1956 diretto da Roy Rowland.
Il film è una denuncia sugli abusi dell'informazione, soprattutto della stampa scandalistica, che, con lo scopo di guadagnare soldi sfruttando la morbosità del pubblico finisce per distruggere la vita delle sue vittime celebri.

## Trama
L'ex burattinaio Scott Ethan Martin è diventato un famoso personaggio televisivo, ma nasconde un passato di piccoli crimini. Uno spietato giornalista di una rivista scandalistica, incitato dal suo editore avido di guadagni e privo di scrupoli, H.R. Manley, decide di rivelare il torbido passato di Martin, rovinandone la reputazione, la carriera ma soprattutto la sua felicità familiare.
Sconvolto dallo scandalo che ha investito suo padre, il figlio di Martin viene travolto da un'automobile mentre cerca di sfuggire al ludibrio dei suoi compagni di scuola, e muore nell'incidente. Martin si decide allora a denunciare pubblicamente la persecuzione perpetrata contro di lui, ma chi pagherà duramente sarà l'editore, che verrà ucciso da sua madre, Mrs. Rambeau, decisa a impedire che l'avidità e la mancanza di scrupoli di suo figlio ricadano su altre vittime innocenti.